# 克萊爾蒙特鎮區 (明尼蘇達州道奇縣)
克萊爾蒙特鎮區（英語：Claremont Township）是位於美國明尼蘇達州道奇縣的一個行政鎮區。

## 地方資料
克萊爾蒙特鎮區的面積為90.14平方千米，當中陸地面積為90.00平方千米，而水域面積為0.14平方千米。根據2020年美國人口普查的數據，當地共有人口423人，而人口密度為每平方千米4.69人。